# Olinalá
Olinalá è un comune del Messico, situato nello stato di Guerrero.